# Dyngbläcksvamp
Dyngbläcksvamp (Coprinopsis cinerea) är en svampart som först beskrevs av Jakob Christan Schaeffer, och fick sitt nu gällande namn av Redhead, Vilgalys & Moncalvo 2001. Dyngbläcksvamp ingår i släktet Coprinopsis och familjen Psathyrellaceae. Arten är reproducerande i Sverige. Inga underarter finns listade i Catalogue of Life.